# Alexandre Litovtchenko
Alexandre Dmitrievitch Litovtchenko (Алекса́ндр Дми́триевич Лито́вченко), né le 26 (14 en calendrier julien) mars 1835 à Krementchoug (Empire russe) et mort le 28 (16 en calendrier julien)  juin 1890 à Saint-Pétersbourg (Empire russe), est un peintre, sujet de l'Empire russe, membre de l'Académie impériale des beaux-arts de Saint-Pétersbourg, membre de la révolte des Quatorze, qui fut l'un des fondateurs de l'artel des artistes (fondé en 1863) et fit partie du mouvement des Ambulants à partir de 1876.

## Illustrations

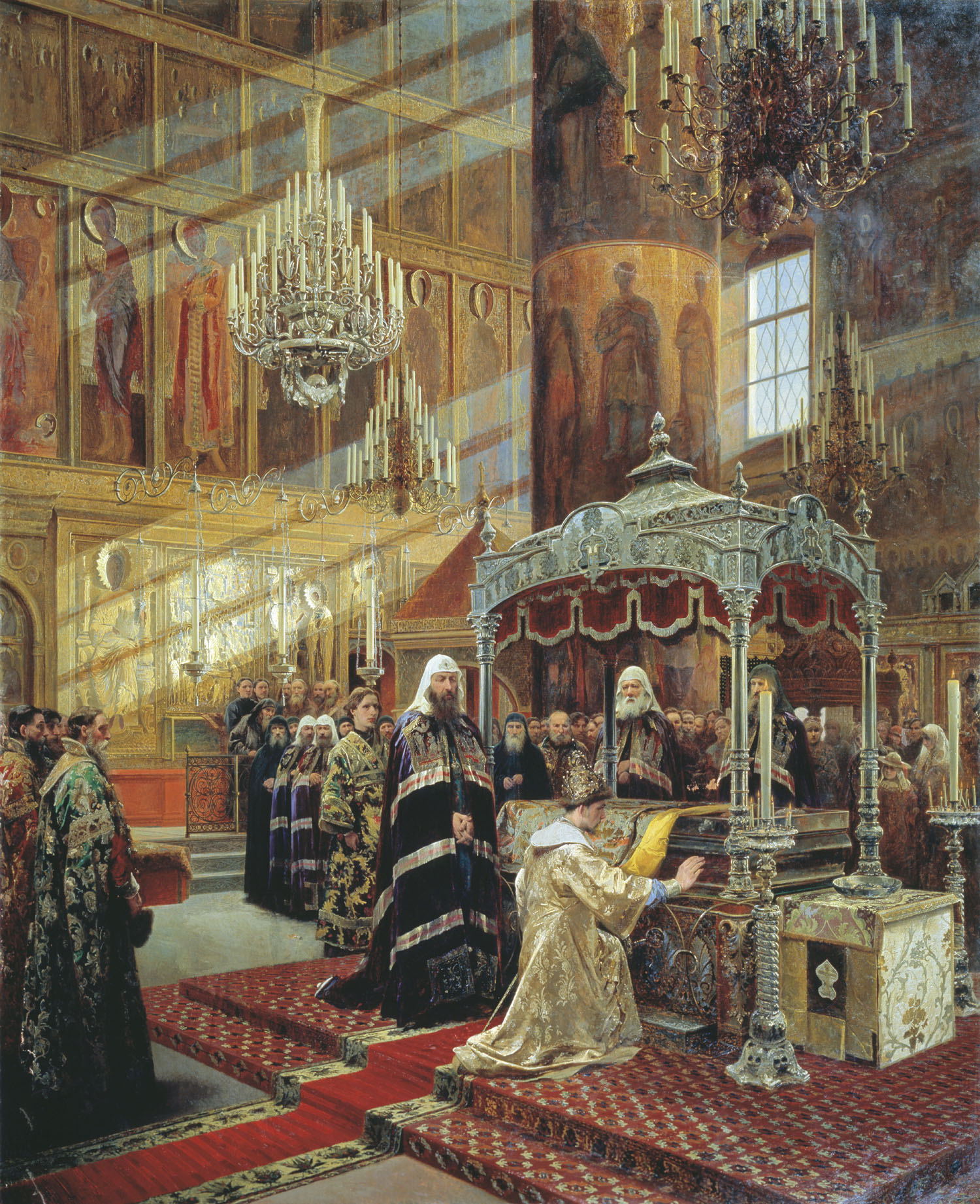
Le Tsar Alexis Mikhaïlovitch et le patriarche Nikon auprès de la tombe de saint Philippe de Moscou, galerie Tretiakov de Moscou
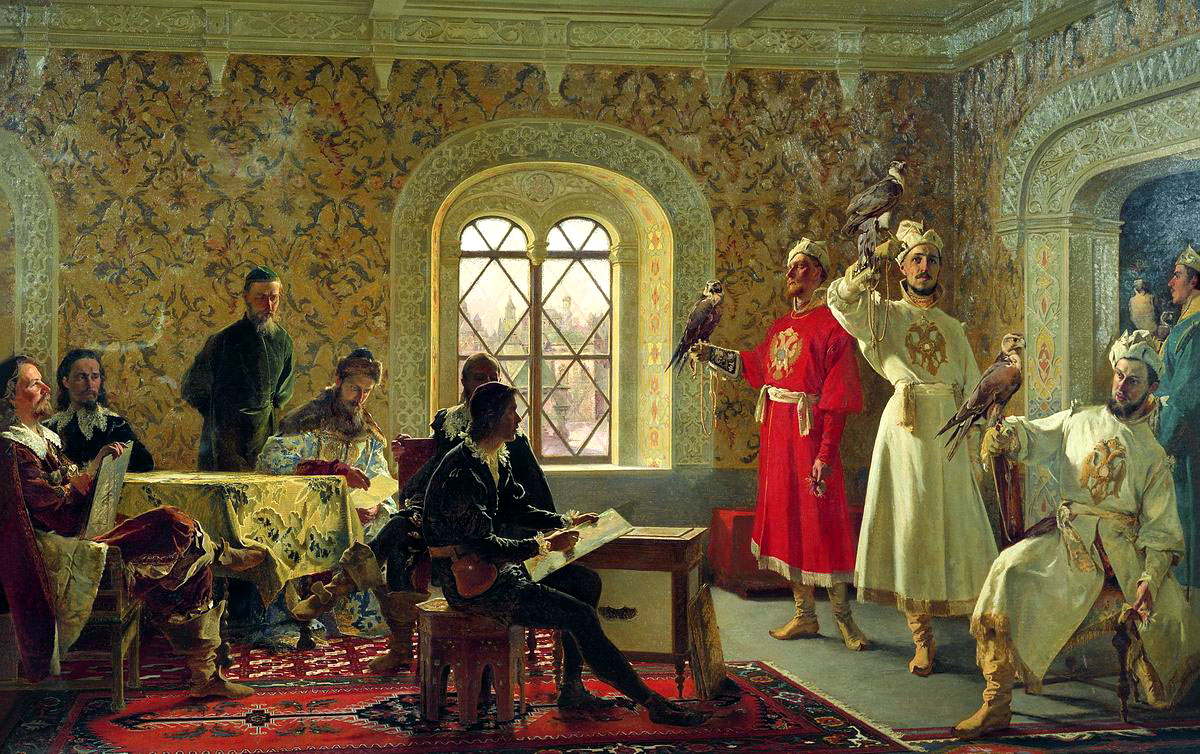
L'Ambassadeur italien Calvucci fait dessiner les faucons favoris du tsar Alexis Mikhaïlovitch (1889), musée d'art de Kharkov
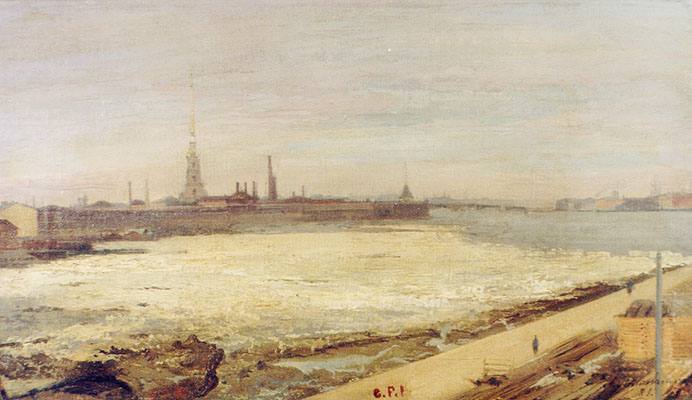
Dégel sur la Néva (1881), musée des beaux-arts de Saratov
Ivan le Terrible montre ses trésors à l'ambassadeur de la reine Élisabeth d'Angleterre (1875), musée Russe de Saint-Pétersbourg